# ERF (自動車メーカー)
ERF（イーアールエフ）はイギリスの貨物自動車メーカー。1933年、フォーデン・トラック創業者であるエドウィン・フォーデン（Edwin Foden）の息子、エドウィン・リチャード・フォーデン（Edwin Richard Foden）によって設立される。その後、MANに買収されたことでミドルウィッチにある工場は2002年3月に閉鎖し、事業はMANに合併され、2007年7月、親会社であるMANの方針によりERFブランドは廃止された。なお、社名であるERFは創業者の頭字語に由来する。

## 歴史

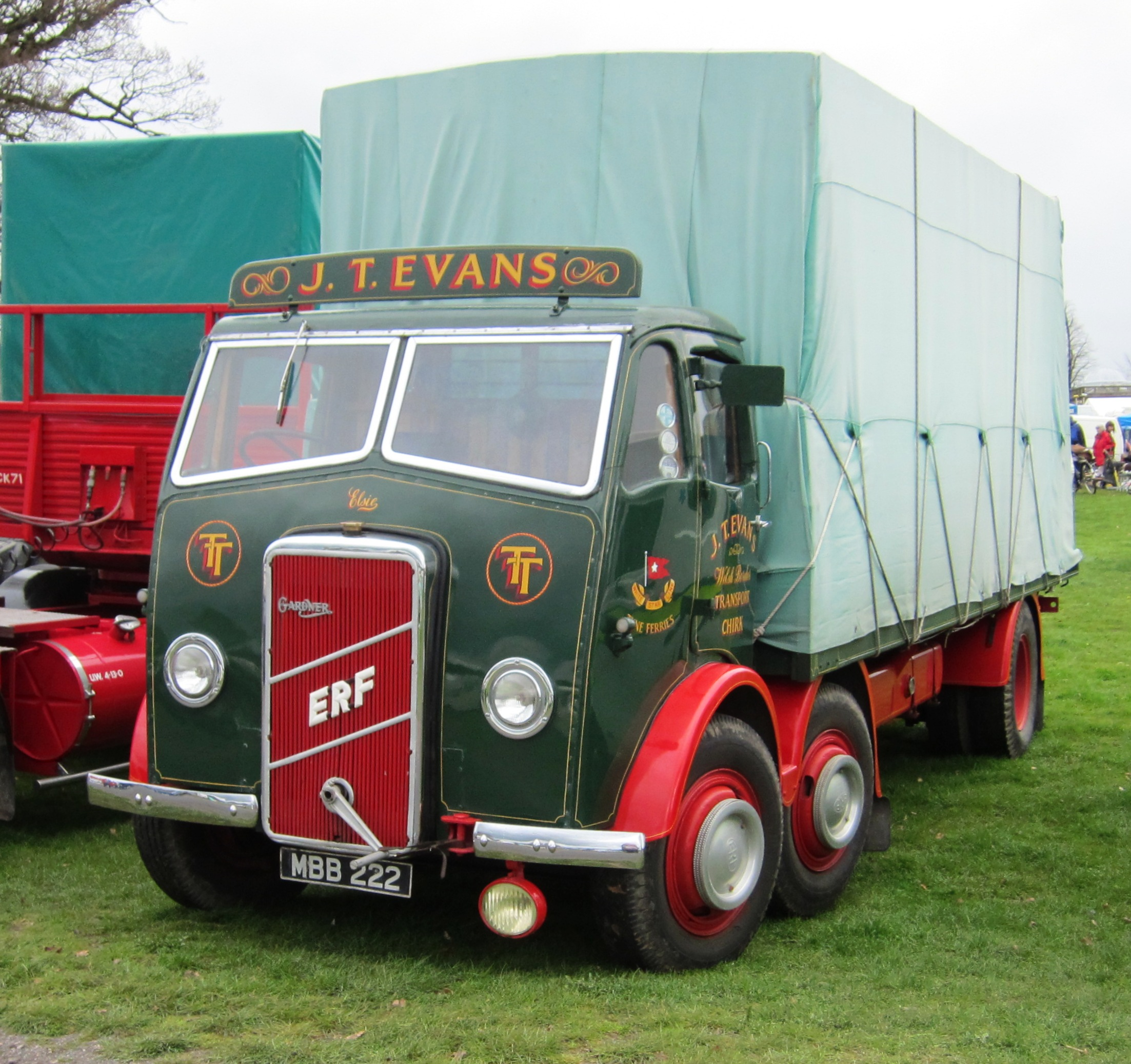
1947年式ERFトラック

フォーデン社の元従業員であった息子リチャード（母国ではその頭字語からERと呼ばれる）と、リチャードの息子デニス（Dennis）、チーフエンジニアであったアーネスト・シェラット（Ernest Sherratt）を含む2名の元従業員と共にERFを設立する。それまでフォーデンは蒸気エンジンを主とする車両の開発と製造を行っており、商品は好評を博していたが、1930年代の不況により、増え続ける蒸気ボイラー製造業者の保険依頼を引き受けることに保険会社は消極的であった。以前からリチャードはトラック製造におけるディーゼルエンジンの将来性を確信しており、1932年後半、数年に渡る激しい論争の末、フォーデン取締役会が同意しなかったため、息子と共にフォーデンの取締役を辞任し、元従業員とERF設立に漕ぎ着けている。
1933年にリチャードの年齢である63を最初のフレーム番号として採用したディーゼルエンジンを搭載した新型トラックを発売。また、ERFでは最初からディーゼルエンジンはL・ガードナー・アンド・サンズ（L. Gardner and Sons）、デイヴィッド・ブラウン（David Brown Ltd.）の変速機、カークストール・フォージ（Kirkstall Forge）の車軸など、全て一から設計するのではなく、自動車部品サプライヤーから部品を購入する方式で車両を製造している。キャブも地元サンドバッチのコーチビルダーによってデザインされ、エア・フロー・ストリームラインズ社（Air Flow Streamlines）のノーサンプトン工場で製造が行われており、完成したキャブを自社工場で組み立てる方式が採られている。その後、カミンズ、ロールス・ロイス、パーキンス・エンジンズ、デトロイトディーゼル及びキャタピラー製のディーゼルエンジンがラインアップとして加わっている。
オーストラリアなど一部の国ではウェスタン・スター名義で販売が行われているほか、消防車の製造なども行われている。なお消防車事業は1980年代の景気悪化により売却が行われている。
ERFは主要トラックメーカーではなく、一例として1981年の年間国内販売台数は1,083台と少なかったこともあり、1996年にウェスタン・スターに買収され、パッカーによるフォーデン・トラック、DAFトラックス、レイランド・トラックの買収により競争圧力が高まったことで、ウェスタン・スターがフレイトライナー・トラックスに接近した際、ERFの売却が決定された。

### MANによる買収
2000年3月、ERFはMANに対し売却され、工場はミドルウィッチに移転。その後、ERFの財務状況に関し不正が発覚したことでMANがフレイトライナーを相手取り提訴し、この結果MANが勝訴している。当時ERFとウェスタン・スターの監査法人であったアーンスト・アンド・ヤングに対して同様に訴えを起こしたが、企業過失により、この訴えは退けられている。

## 画像

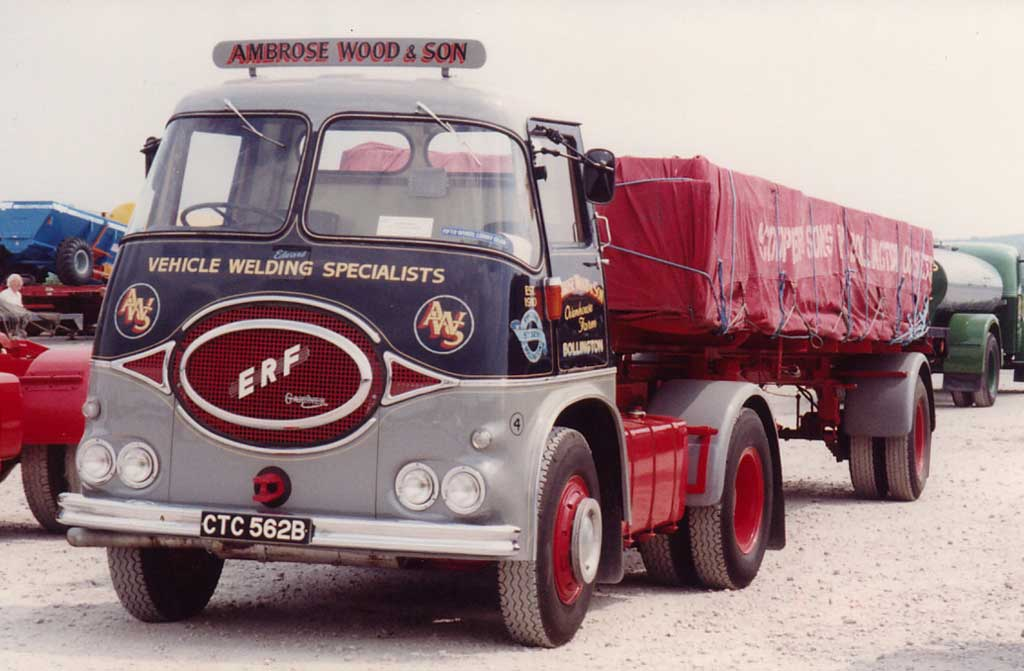
1964年式ERF KVトラック
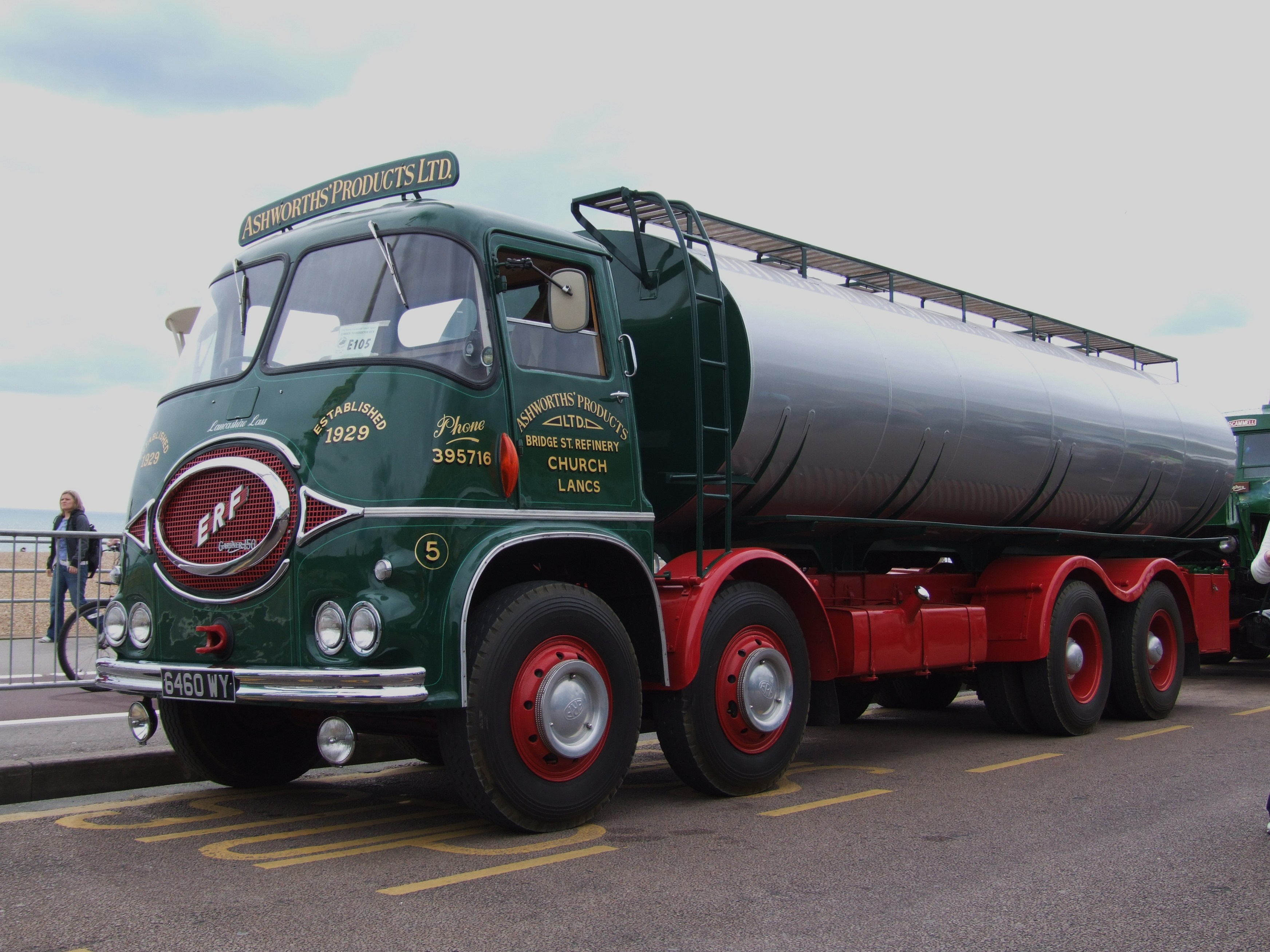
ロンドンで開催されたイベントでのERFタンクローリー
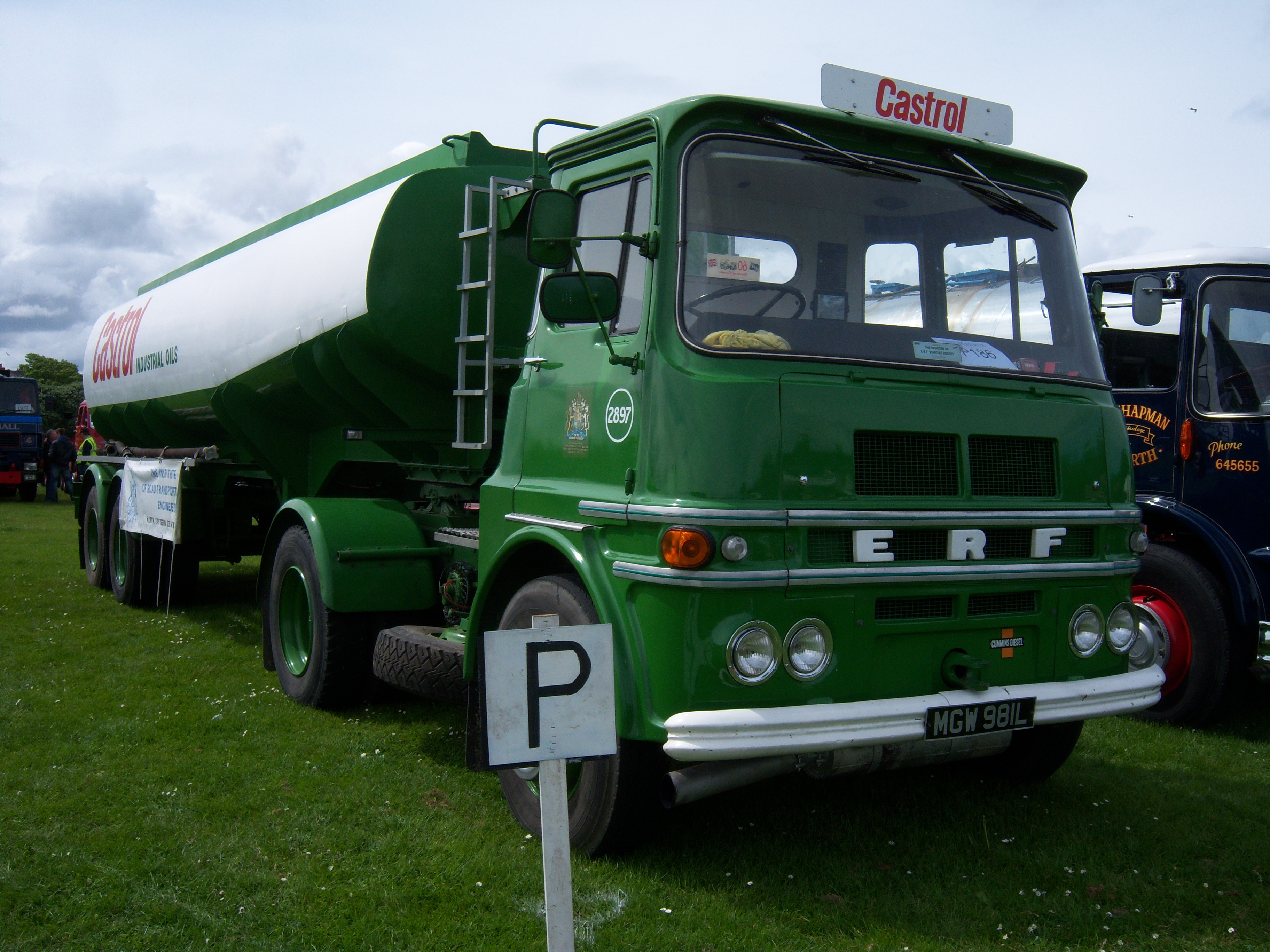
1970年式 ERF 64CUタンカー
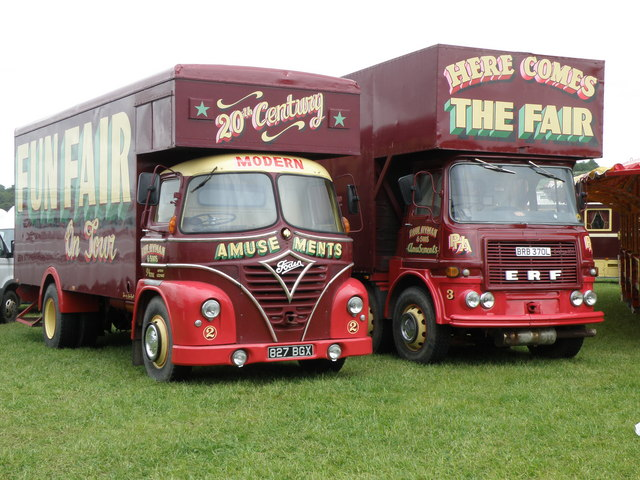
フォーデン（左）ERF（右）のサンドイッチ販売トラック（ケータリングトラック）
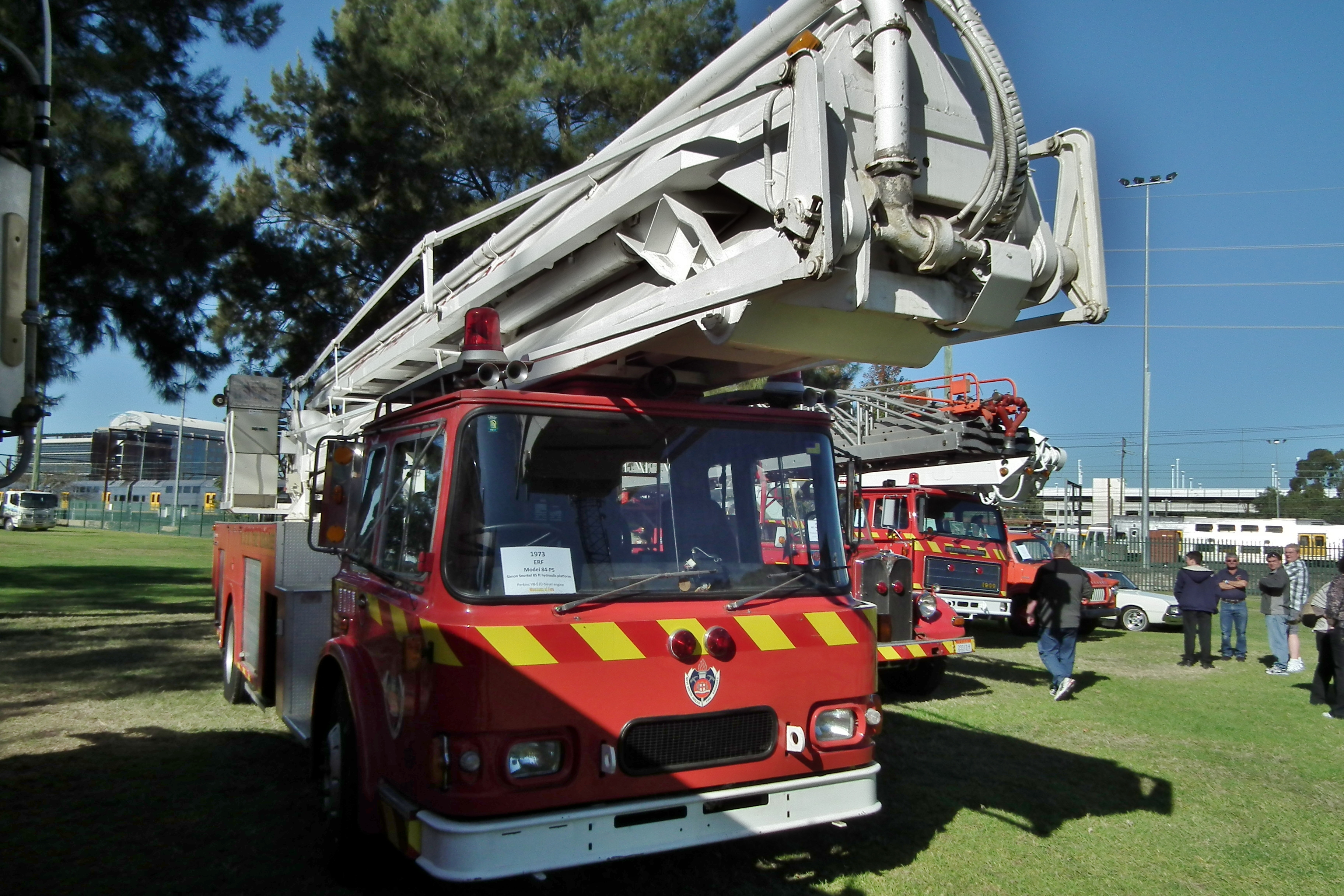
1973 ERF Model 84-PSポンプ車
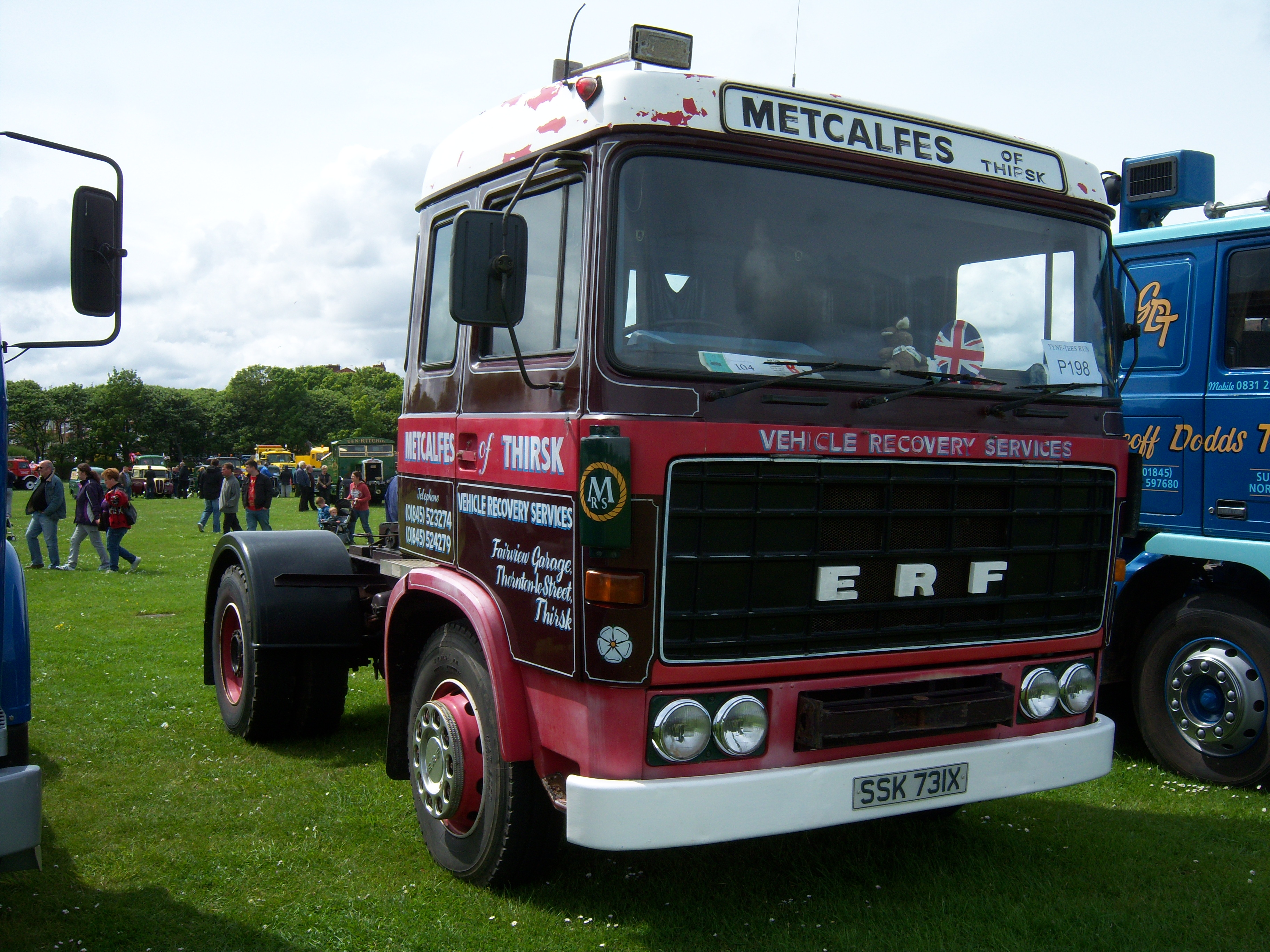
1982 ERF B-seriesトラクター
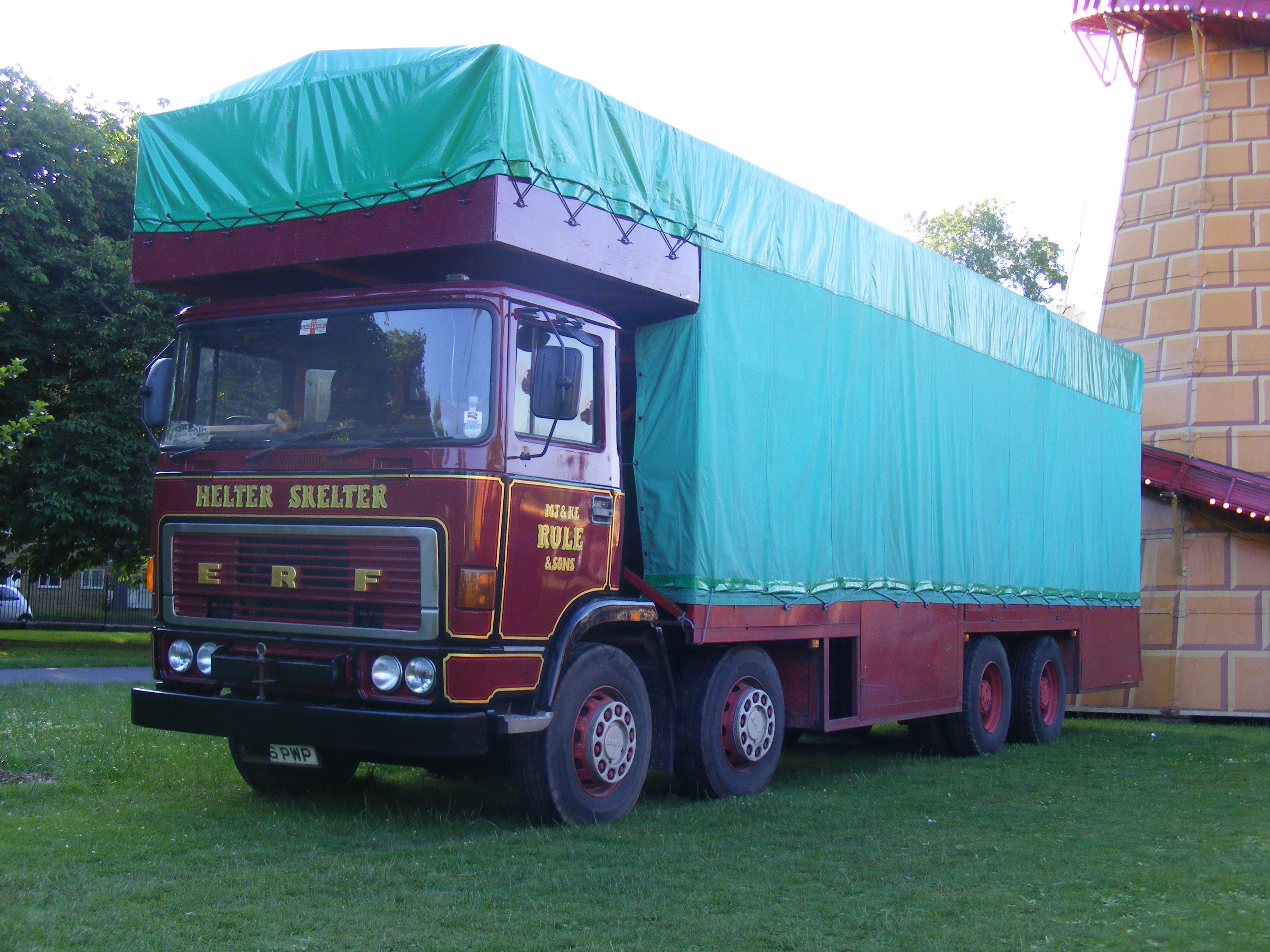
ERF C-series
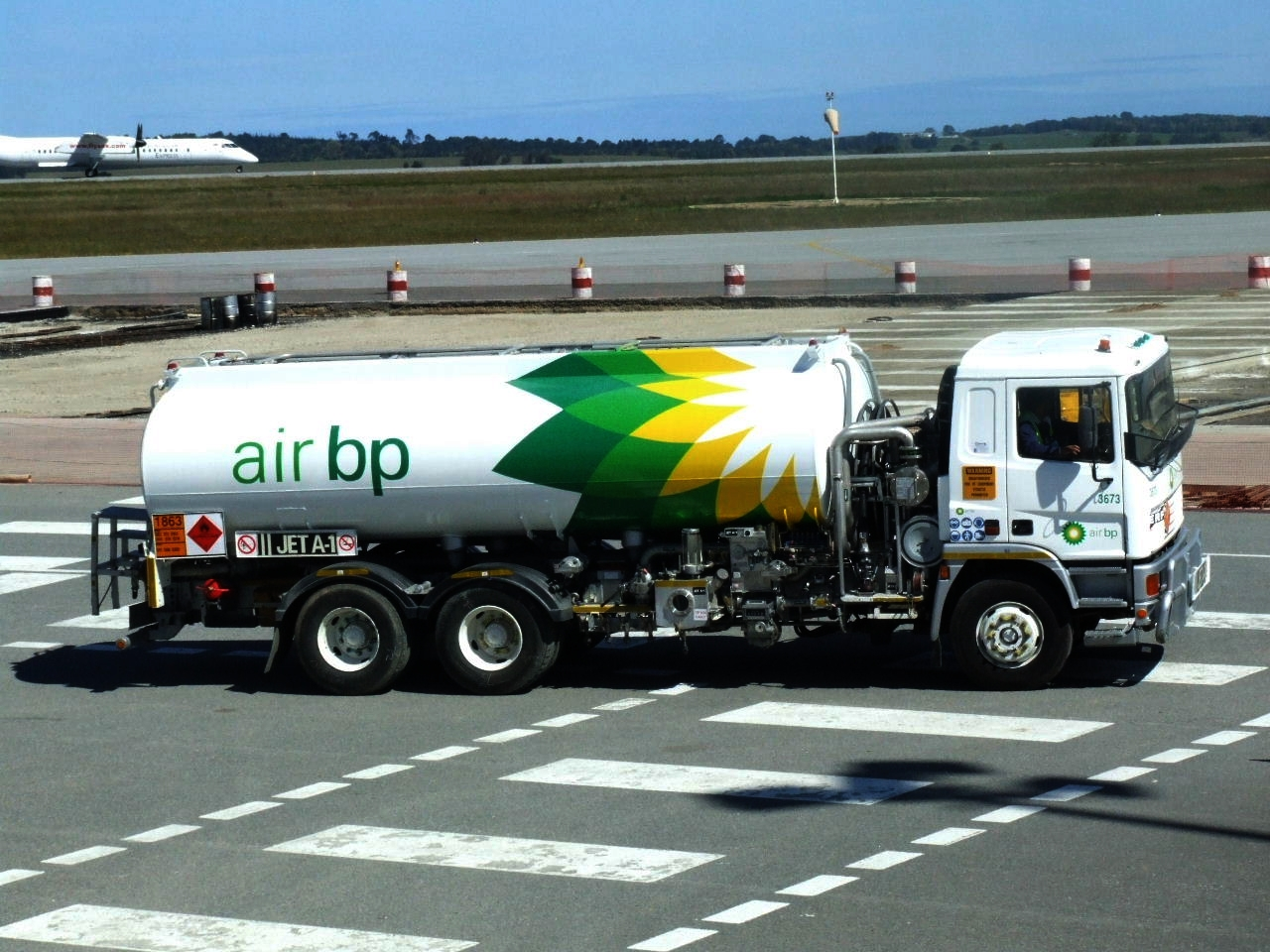
ERF Jet A1 航空燃料タンカー
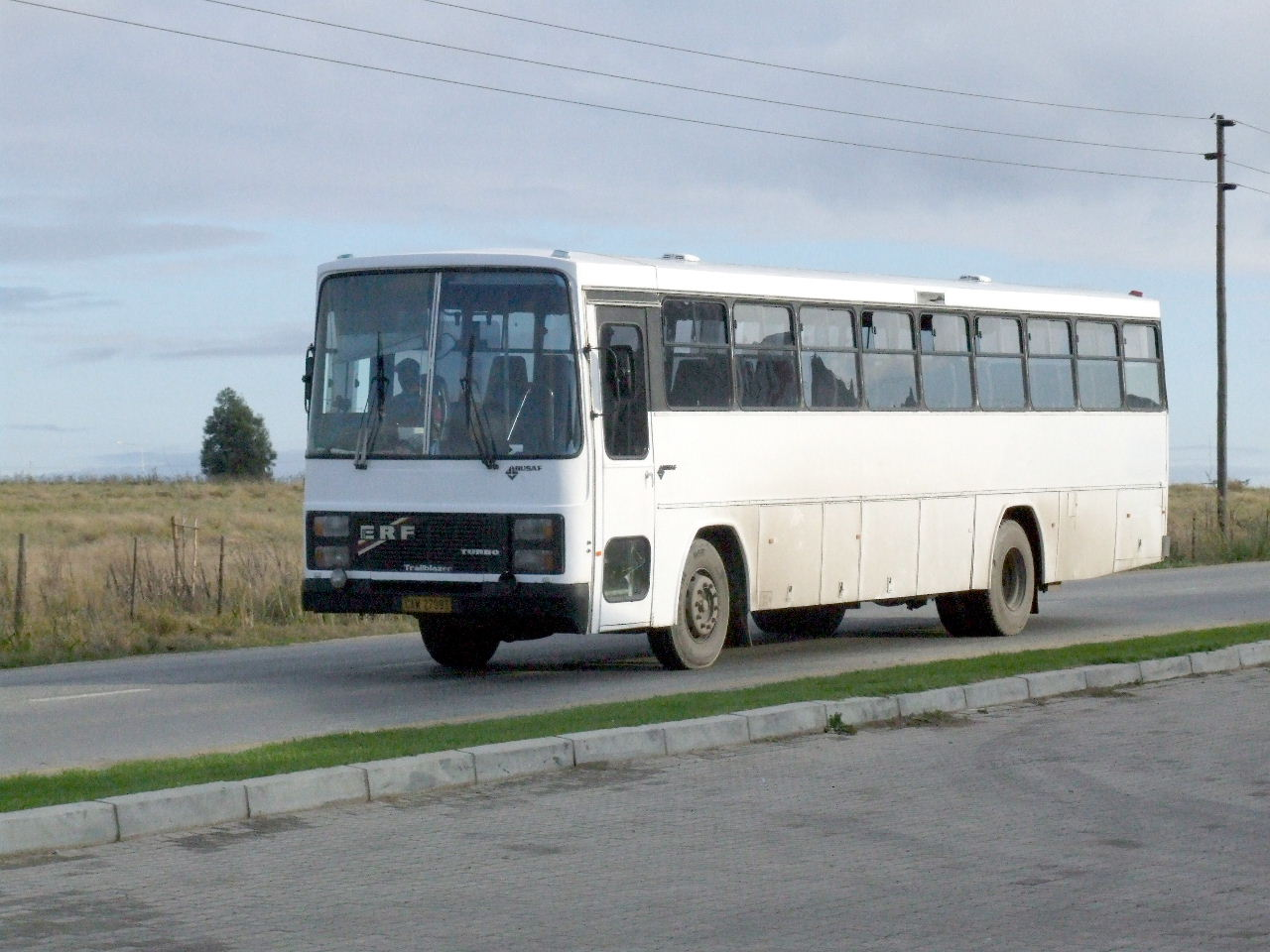
ERF トレイルブレイザー（Trailblazer）バス
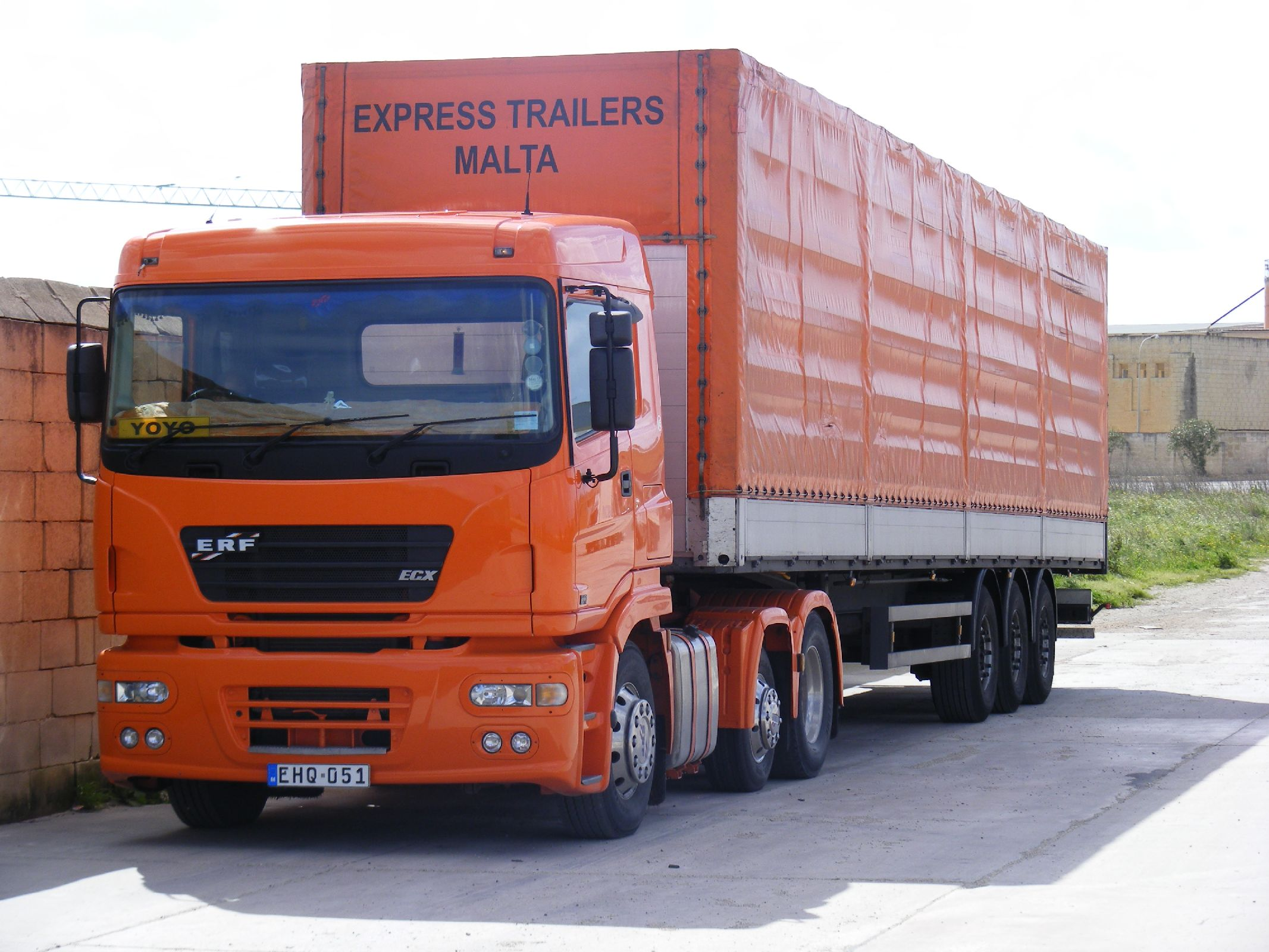
ERF ECXトラクター
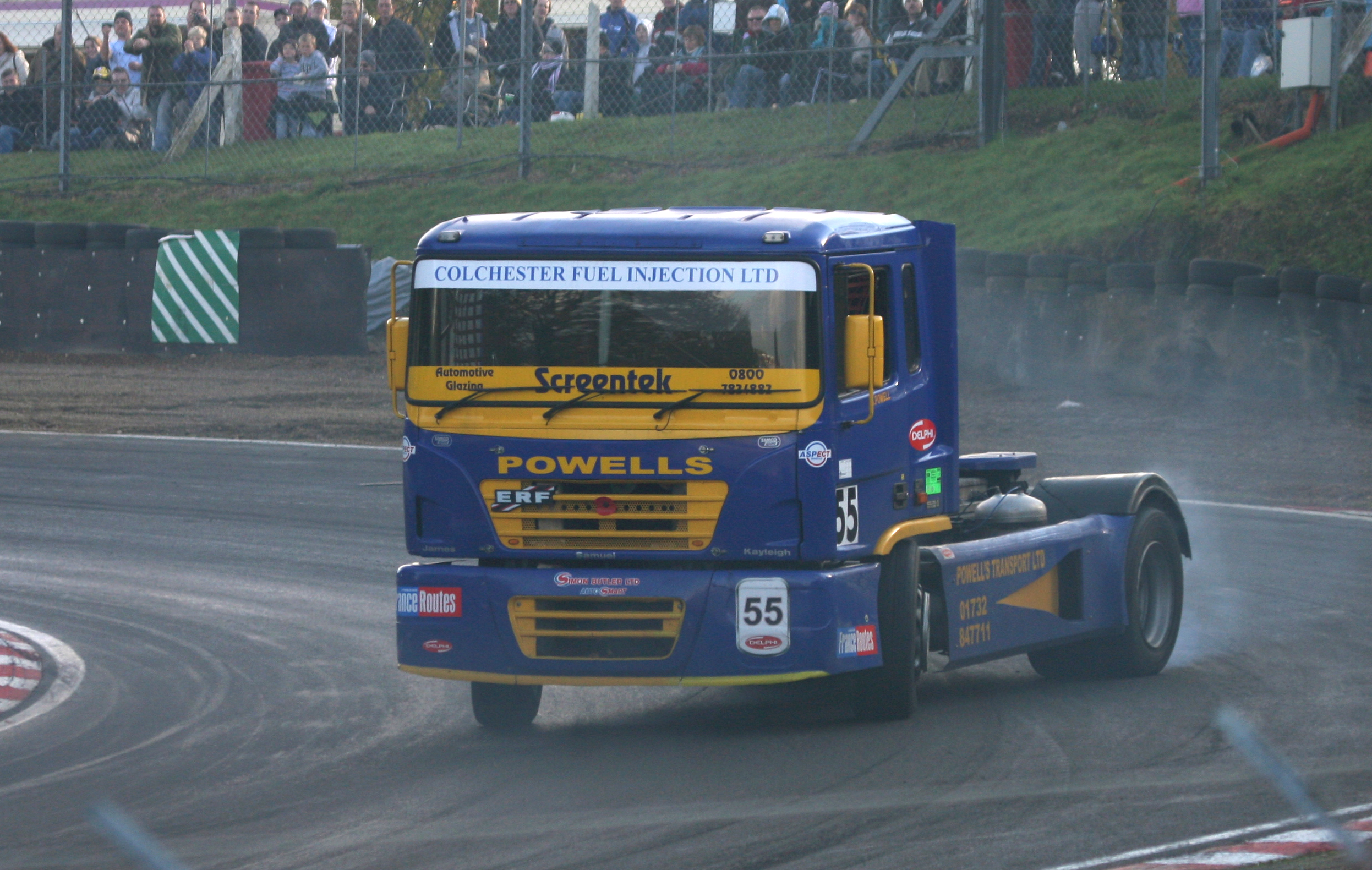
ブランズ・ハッチ・トラック・スーパープリックス（Brands Hatch Truck Superprix）でドリフト走行中のERFレーシングトラック
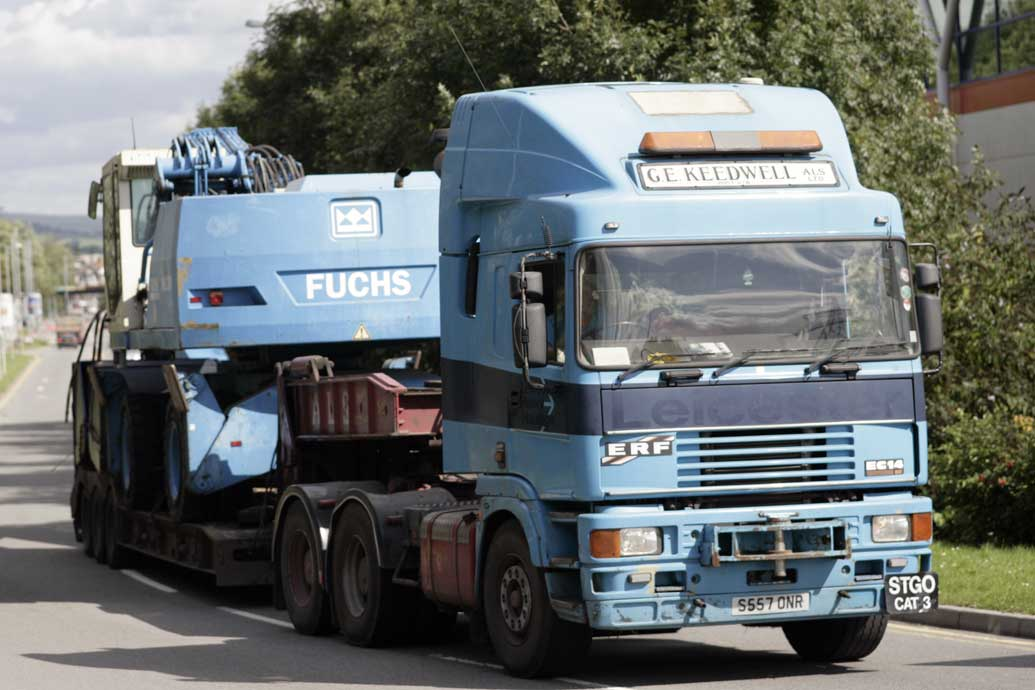
ERF EC-seriesトラクター